# Droit de préférence
 (mars 2012).
Si vous disposez d'ouvrages ou d'articles de référence ou si vous connaissez des sites web de qualité traitant du thème abordé ici, merci de compléter l'article en donnant les références utiles à sa vérifiabilité et en les liant à la section « Notes et références ».
Le droit de préférence (lat. ius praeferendi) est, avec le droit de suite, une prérogative attachée au titulaire d'un droit réel. Le créancier titulaire d'un droit réel (en vertu d'une sûreté réelle) va pouvoir être préféré à tous les autres créanciers sur ce bien. Autrement dit, par dérogation au principe de l'égalité des créanciers (chirographaires), le créancier titulaire d'un droit réel aura le droit d'être payé, par préférence aux autres créanciers, sur le produit de la vente du bien sur lequel il a une préférence.

## Droit québécois
En droit québécois, l'article 2660 du Code civil du Québec définit la notion hypothèque et énonce que le créancier hypothécaire a un droit de préférence suivant son rang fixé dans le Code civil : «  L’hypothèque est un droit réel sur un bien, meuble ou immeuble, affecté à l’exécution d’une obligation; elle confère au créancier le droit de suivre le bien en quelques mains qu’il soit, de le prendre en possession ou en paiement, de le vendre ou de le faire vendre et d’être alors préféré sur le produit de cette vente suivant le rang fixé dans le présent code ».